# 石板凳街道
石板凳街道，原为石板凳镇，是四川省简阳市下辖的一个乡镇级行政单位。2019年12月，撤镇设街道，石板凳街道办事处驻虎山街134号。

## 行政区划
石板凳街道下辖以下地区：
虎山社区、菜籽村、长埝村、高丰村、高河村、官埝村、观音村、金龙村、金山村、莲花村、芦永村、三圣村、先锋村、许家村、岩店村、杨泉村和英坛村。